# 尼泊尔共产党
尼泊尔共产党是尼泊尔历史上的一个共产主义政党。
1949年9月15日，该党在印度加尔各答成立，以反对封建主义和帝国主义为宗旨，第一任总书记是普什帕·拉尔·什雷斯塔。1952年1月24日，该党被尼泊尔当局禁止活动。1962年4月，尼泊尔共产党发生分裂，实际上分裂为两个完全独立的政党（即激进派的尼泊尔共产党 (阿马蒂亚)和亲苏派的尼泊尔共产党 (布玛)）。后来，这些以“尼泊尔共产党”为名的政党又不断分裂、重组，衍生出几十个独立的共产主义政党。
21世纪初，尼泊尔共产党（联合马列）和尼泊尔共产党（毛主义中心）成为尼泊尔最重要的共产主义政党。2018年5月17日，尼泊尔共产党（联合马列）和尼泊尔共产党（毛主义中心）合并为新的尼泊尔共产党，并成为尼泊尔的执政党。2021年3月8日，尼泊尔最高法院裁定2018年尼泊尔共产党（联合马列）与尼泊尔共产党（毛主义中心）的合并无效，两党自即日起恢复。